# Invasão Uruguaia
A  Invasão Uruguaia  foi um fenômeno musical dos anos 60 similar à  Invasão britânica, com bandas de  Rock do  Uruguai  que ganharam popularidade na   Argentina.

## História
Inspirados por bandas Britânicas como Os Beatles e  Rolling Stones, muitos jovens músicos de  Montevidéu, Uruguai começaram a imitar sua sonoridade. Duas bandas em particular,  Los Shakers e  Los Mockers  espelhavam-se nos Beatles e nos Rolling Stones respectivamente. As bandas mais populares da invasão Uruguaia cantavam em Inglês.
Em meados da década de 60, assim como a invasão britânica estava em alta nos Estados Unidos, as bandas uruguaias começaram a ter uma ascensão similar na Argentina. As gravadoras rapidamente começaram a assinar com bandas uruguaias de rock para promove-las na Argentina. Programas de televisão da Argentina como Escala Musical também foram um trampolim para a fama de muitas dessas bandas.
Entre os grupos mais importantes deste período estão Los Shakers, liderados pelos irmãos Hugo e Osvaldo Fattoruso. Com cortes de cabelo identicamente aparados, terninhos pretos entre outros elementos pop da época, começaram a tocar em clubes de Montevidéu e Punta del Este. Em 1965, com apenas dois anos de banda,a Odeon - uma gravadora de Buenos Aires obstinada então em emplacar um grande sucesso - convidou-os a irem para a Argentina para gravar. Demorou alguns singles para que a banda chegasse ao sucesso, até gravarem Rompan Todo  ("Break it All"), uma canção que logo se transformou num clássico do movimento.
A popularidade da banda permitiu que outros grupos uruguaios tivessem sua chance na Argentina, entre eles Los Bulldogs, Los Mockers e Los Malditos, atingindo todos um certo nível de sucesso. Depois disso, gravadoras Argentinas assinariam com as bandas mesmo que desconhecidas simplesmente porque eram de Uruguai, similar ao que aconteceu com as bandas de Liverpool que assinavam contratos durante o período da Merseybeat na Inglaterra. A invasão de Uruguaia tinha oficialmente alcançado a Argentina.
Assim como a Invasão Britânica, a invasão uruguaia terminou no final dos anos 60, ao tornarem-se mais populares as canções gravadas em língua espanhola. Impulsionados bela banda Los Gatos, com seu hit de 1967 "La Balsa", a maioria das bandas começou a gravar em Espanhol. Com a instauração da ditadura militar em 1973, a invasão uruguaia efetivamente chega ao seu fim.

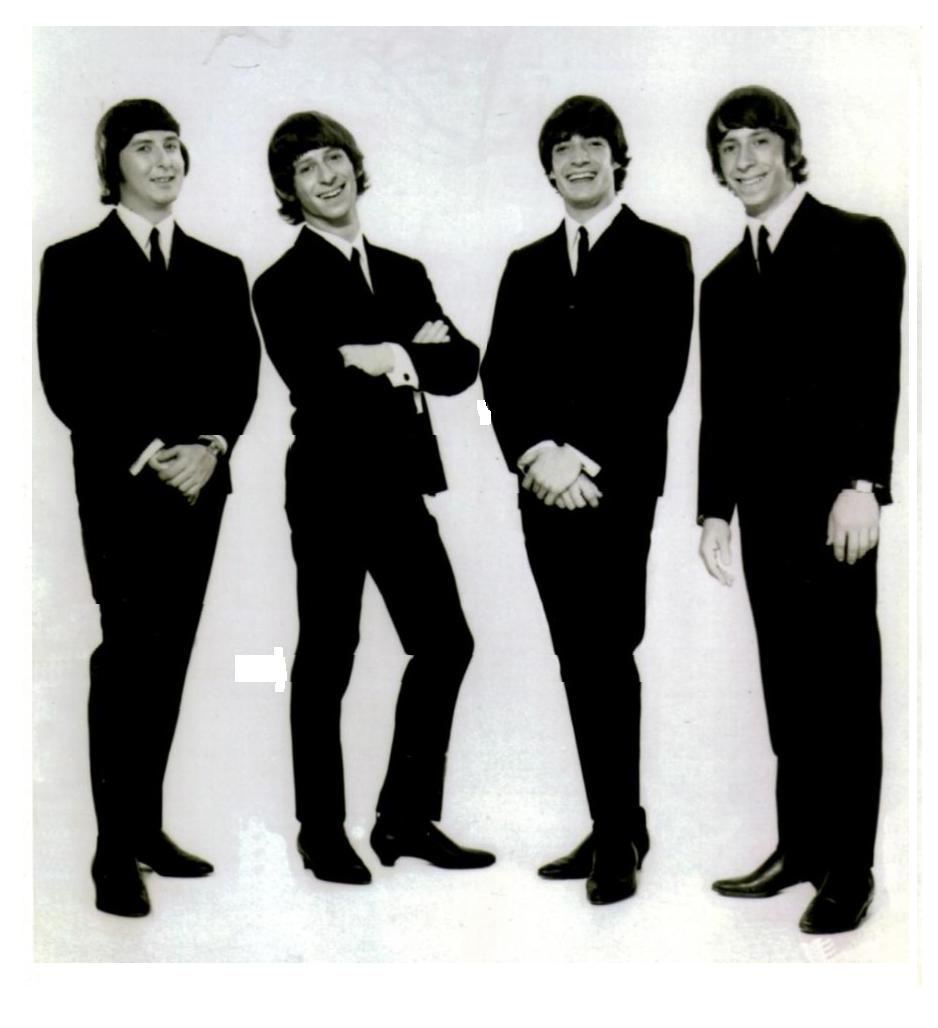
Los Shakers (Break it All)1965.
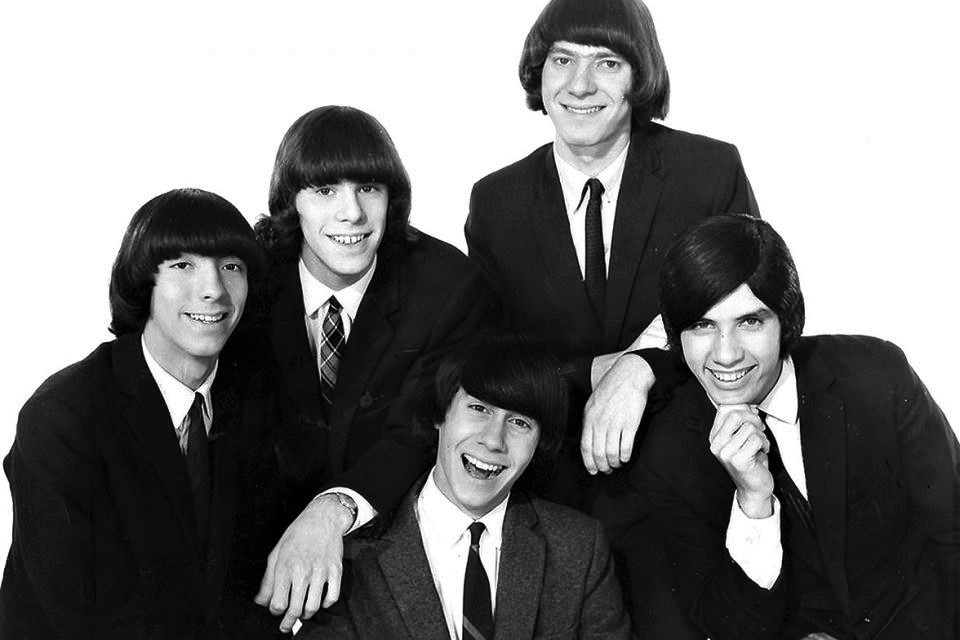
Los Mockers 1965
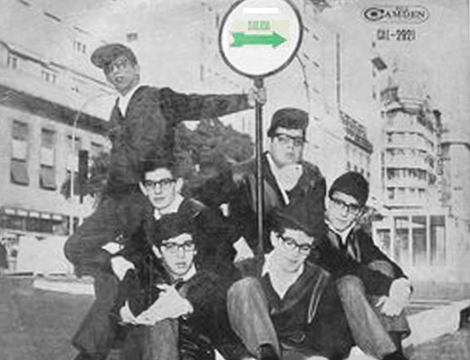
Los Iracundos 1965
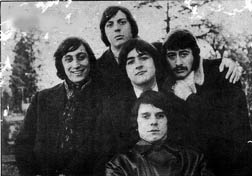
Kano y Los Bulldogs
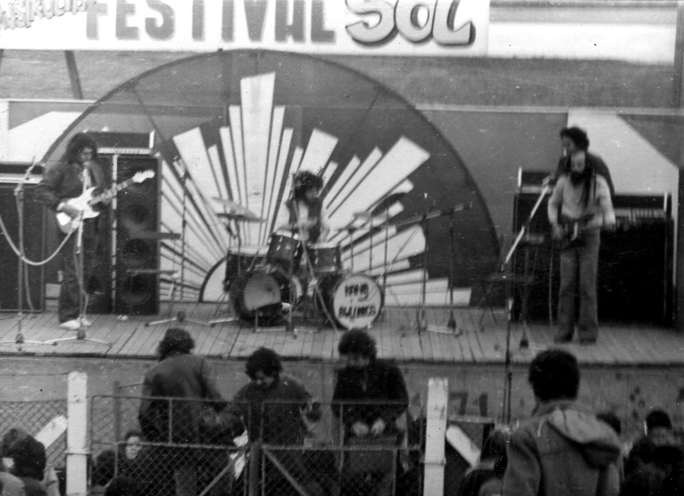
Dias de Blues 1972

## Bandas da Invasão Uruguaia
- Los Shakers
- Los Malditos
- Los Mockers
- Kano y Los Bulldogs

## Ligações Externas
- The Beat Years
- The Uruguayan Invasion